# Emerson Meyers
Herman Emerson Meyers (* 27. Oktober 1910 in Washington, D.C.; † 5. Dezember 1990 ebenda) war ein US-amerikanischer Komponist, Pianist und Musikpädagoge.
Meyers studierte Klavier und Komposition am Peabody Conservatory of Music in Baltimore. Ab 1943 unterrichtete er an der Catholic University, wo er 1964 das Zentrum für elektronische Musik gründete. Er gehörte zum Vorstand der National Symphony und war Präsident der Washington Music Teachers Association, der Maryland Music Teachers Association, der Eastern Division der Music Teachers National Association, der Peabody Alumni Association sowie der Kindler Foundation.
Seine Kompositionen, in denen er teils Tonbandaufnahmen, elektronische Klänge und ungewöhnliche Instrumente verwendete, reichten stilistisch von impressionistischen über streng atonale Stücke bis hin zu musikalischen Parodien. 1943 erhielt er den Ersten Preis für Kammermusik der National Federation of Music Clubs. 1955 und 1962 studierte er als Fulbright-Stipendiat am Königlichen Konservatorium Lüttich.